# هارولد آزبورن
هارولد آزبورن (انگلیسی: Harold Osborn؛ ۱۳ آوریل ۱۸۹۹ – ۵ آوریل ۱۹۷۵) ورزشکار دهگانه و پرش ارتفاع اهل ایالات متحده آمریکا بود.
وی در مسابقات کشوری و بین‌المللی در مجموع برندهٔ ۲ مدال طلا شده‌است.